# Інзерська сільська рада (Архангельський район)
Інзе́рська сільська рада (рос. Инзерский сельский совет) — муніципальне утворення у складі Архангельського району Башкортостану, Росія. Адміністративний центр — село Валентиновка.

## Населення
Населення — 1076 осіб (2019, 1290 в 2010, 1678 в 2002).

## Склад
До складу поселення входять такі населені пункти:
| Населений пункт                 | Населення, осіб (2002) | Населення, осіб (2010) |
| ------------------------------- | ---------------------- | ---------------------- |
| Алексієвське, присілок          | 26                     | 20                     |
| Березники, присілок             | 0                      | -                      |
| Валентиновка, село              | 718                    | 592                    |
| Верхні Лемези, присілок         | 139                    | 105                    |
| Верхній Фроловський, присілок   | 59                     | 28                     |
| Казанка, село                   | 382                    | 323                    |
| Лагутовка, присілок             | 80                     | 30                     |
| Михайловка, присілок            | 119                    | 77                     |
| Руський, селище                 | 0                      | -                      |
| Сєвєрюхинський, селище          | 0                      | -                      |
| Сухополь, присілок              | 153                    | 115                    |
| Троїцько-Сафроновське, присілок | 0                      | -                      |
| Убали, селище                   | 0                      | -                      |
| Яркинський, присілок            | 2                      | 0                      |